# Озгиновичский сельсовет
Озгиновичский сельсовет (белор. Азгінавіцкі сельсавет) — административная единица на территории Слонимского района Гродненской области Республики Беларусь. Административный центр — агрогородок Костени.

## История
Образован 12 октября 1940 года как Милькановичский сельсовет в составе Слонимского района Барановичской области БССР. Центр - деревня Милькановичи. С 8 января 1954 года в составе Гродненской области. 16 июля 1954 года центр сельсовета перенесён в деревню Озгиновичи, сельсовет переименован в Озгиновичский. 17 июня 1960 года к сельсовету присоединена часть упразднённого Костеневского сельсовета (5 населённых пунктов: Особняки, Гринки, Костени, Соколово и Шуляки), центр сельсовета возвращён в деревню Мелькановичи, сельсовет переименован в Мелькановичский сельсовет. 22 июля 1966 года центр сельсовета возвращён в Озгиновичи, сельсовет переименован в Озгиновичский.
1 мая 2020 года административный центр из деревни Озгиновичи перенесён в агрогородок Костени.

## Состав
Озгиновичский сельсовет включает 12 населённых пунктов:
- Гринки — деревня.
- Кокощицы — деревня.
- Костени — агрогородок
- Мелькановичи — деревня.
- Новоорловичи — деревня.
- Озгиновичи — деревня.
- Особняки — деревня.
- Пасиничи — деревня.
- Сергеевичи — деревня.
- Соколово — деревня.
- Соленики — деревня.
- Чемеры — деревня.

## Демография
По состоянию на 2011 год постоянно проживающего населения 1837 человек. Из них: детей — 275 человек, населения трудоспособного возраста — 944 человека, пенсионеров — 618 человек.

## Производственная сфера
- Сельскохозяйственный производственный кооперативе «Дружба-Агро»

## Социально-культурная сфера
На территории сельсовета имеются и работают: Костеневская государственная общеобразовательная средняя школа, Мелькановичская государственная общеобразовательная базовая школа; Костеневский, Мелькановичский и Чемерской фельдшерско-акушерские пункты; сельские клубы в деревнях Костени, Мелькановичи и Пасиничи, сельские библиотеки в деревнях Костени, Мелькановичи, Пасиничи и Чемеры;

## Памятные места
В деревне Костени возле школы захоронено 546 воинов, погибших в 1941—1944 годах в боях против немецко-фашистских захватчиков. На кладбище в братской могиле похоронено 5 партизан, погибших в 1944 году.
На окраине деревни Мелькановичи в 1974 году поставлен памятник односельчанам, погибшим в годы Великой Отечественной войны. Возле этого памятника перезахоронено 44 воина, фамилии неизвестны.